# Abstederbrug
De Abstederbrug is een rijksmonumentale brug in de Nederlandse stad Utrecht.
De stenen boogbrug is gelegen aan de zuidoostzijde van de Utrechtse binnenstad en overspant de Tolsteeg-/Maliesingel. De uit 1901 daterende brug heeft twee overspanningen en is ontworpen door de Dienst Gemeentewerken onder directie van F.J. Nieuwenhuis. In jugendstil vormgegeven staan op de brug smeedijzeren lantaarns en hekwerken met leuningen. De naam van de brug verwijst naar het buitengrachtse Abstede.
In de directe omgeving van de brug bevinden zich het Hiëronymushuis en een bronzen beeld getiteld Biru van Joop Hekman. Grenzend aan deze brug ligt over de Nieuwegracht de Servaasbrug.

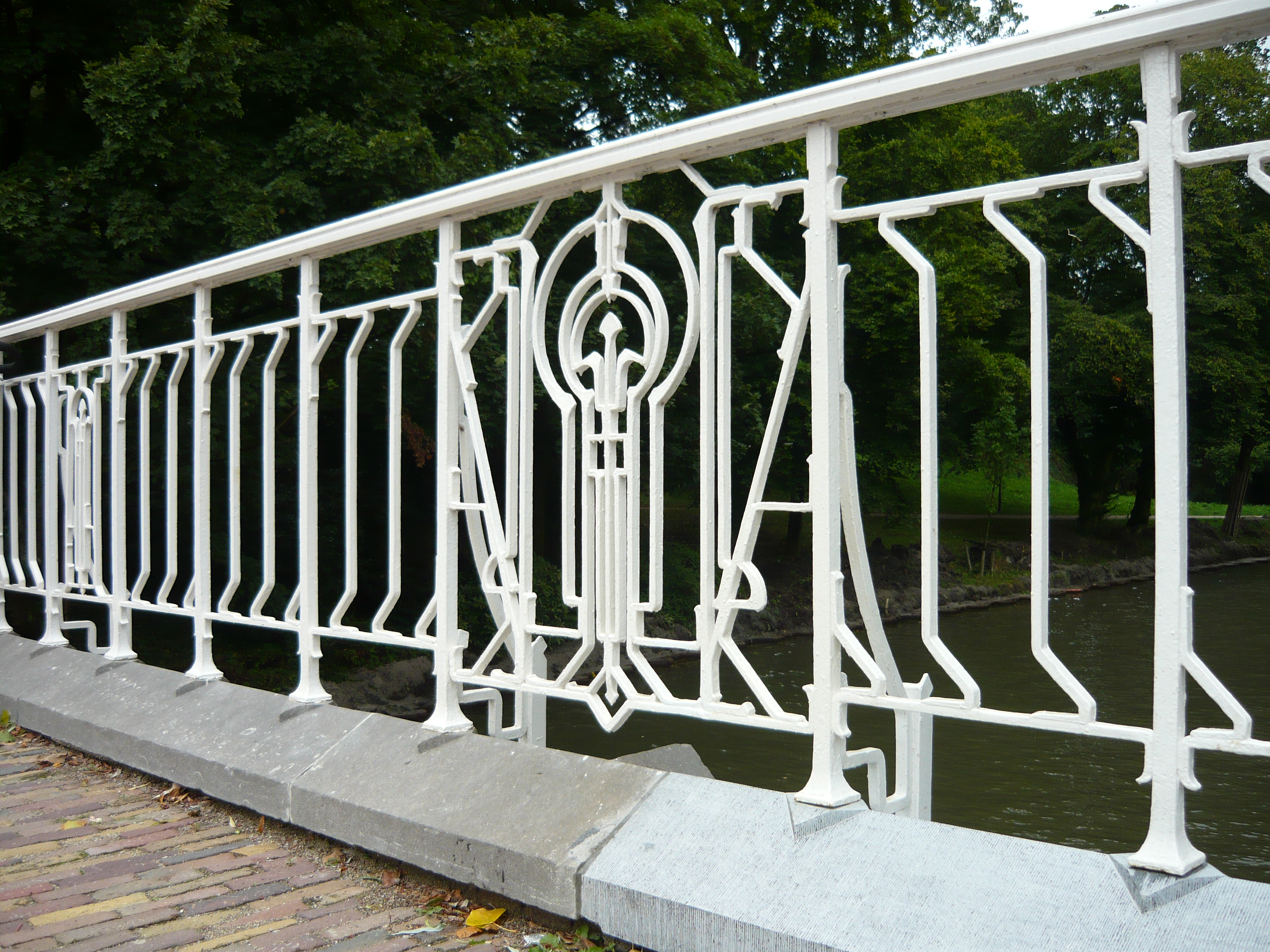
Detail smeedijzeren hekwerk op de brug
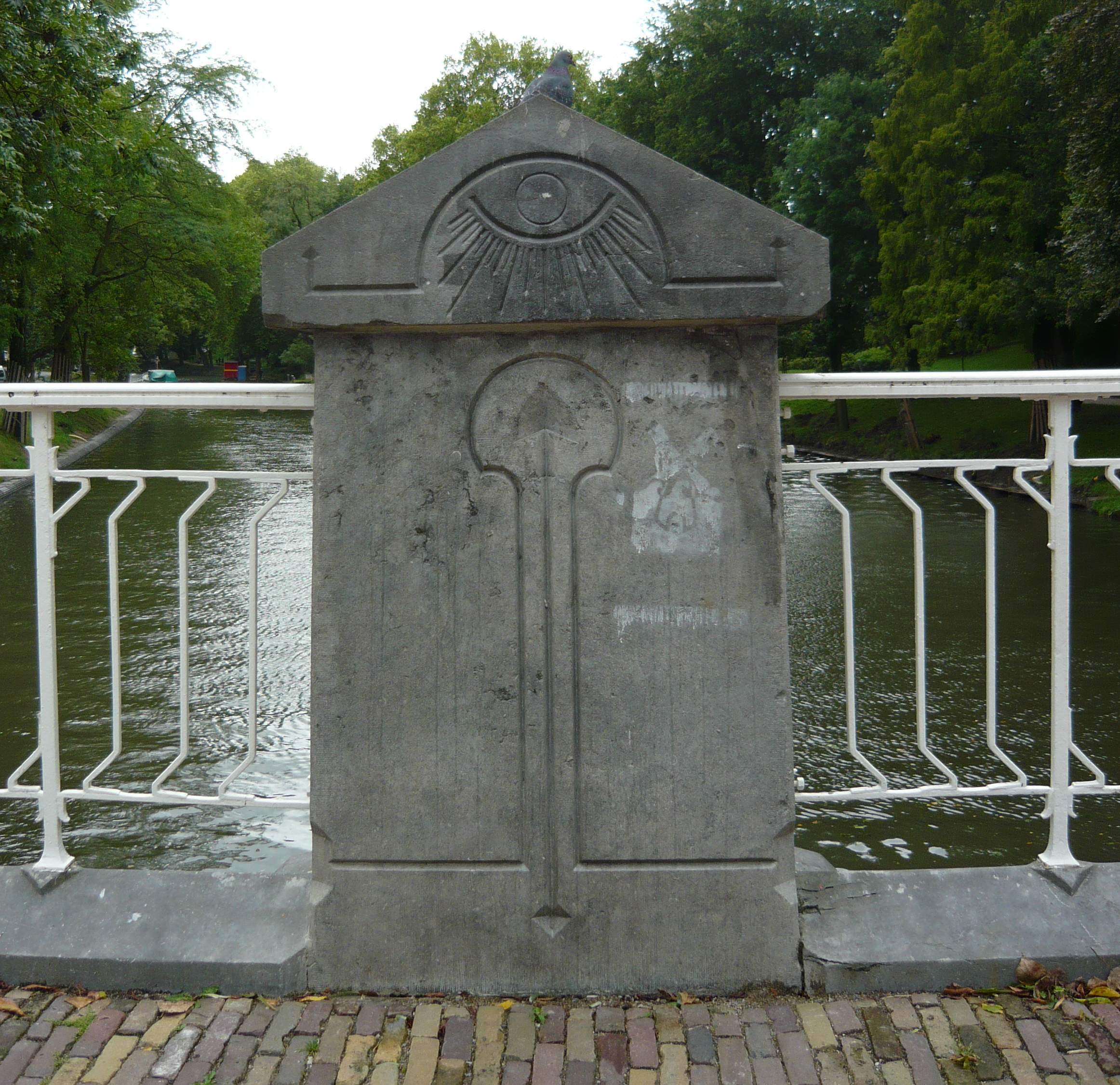
Detail bewerkte natuursteen op de brug
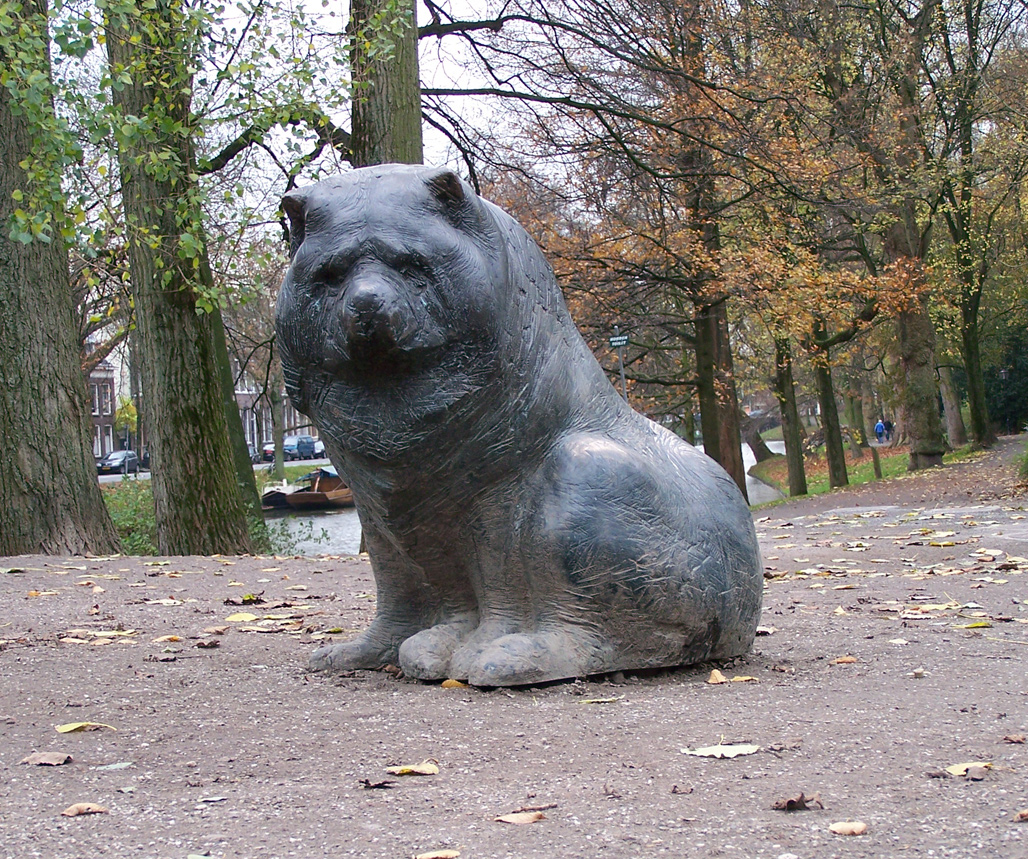
Biru